# Dècim Quinti
Dècim Quinti (en llatí Decimus Quintius) va ser un militar romà que encara que de fosc origen tenia una sòlida reputació militar. Formava part de la gens Quíntia, una antiga família romana originària d'Alba Longa.
L'any 210 aC va dirigir la flota romana a Tàrent i va morir en un enfrontament amb les naus cartagineses.